# Sint-Petruskerk (Bornholm)
De Sint-Petruskerk of de Kerk van Pedersker (Deens: Sankt Peders Kirke of Pedersker Kirke) is een romaanse parochiekerk in het kerkdorp Pedersker op het Deense eiland Bornholm, circa 6 km ten oosten van Aakirkeby.

## Geschiedenis
De Petruskerk zou de oudste kerk op het eiland Bornholm zijn. Het gebouw dat in 1429 voor het eerst werd gedocumenteerd stamt uit de 10e of 11e eeuw. Er zijn aanwijzingen dat het koor en de apsis de oudste bouwdelen zijn en waarschijnlijk voor een bepaalde periode alleen hebben gestaan.
Het kerkgebouw bestaat uit een romaans kerkschip, koor en apsis van lokaal gewonnen kalksteen. De van veldstenen gebouwde toren sluit ten westen van het schip aan. De toren werd gebouwd rond het jaar 1600 en ondanks de drie verdiepingen, heeft de toren een geringe hoogte. In de toren hangen twee klokken uit respectievelijk 1574 (gegoten in Lübeck) en 1701.
De zuidelijke voorhal werd in 1864 voltooid op de plaats van een romaanse structuur. In de apsis en het koor bevinden zich sporen van vensters die tegenwoordig zijn dichtgemetseld.

## Interieur
Het koor heeft een halfrond gewelf, maar voor de rest heeft de kerk een beschilderd vlak houten plafond.
Het oudste voorwerp is het laatromaanse doopvont, dat in Gotland werd gemaakt. Het altaar werd in 1854 opnieuw opgericht, het altaarschilderij van Christus en de Kanaänitische vrouw is een werk van C. Chr. Andersen uit 1878. Het tapijt rond het altaar werd in kruissteek geborduurd door vijf vrouwen uit Pedersker in 1991.
De kroonluchter hing oorspronkelijk in de Kerk van Nexø. Het votiefschip dat in het kerkschip hangt werd in 1992 geschonken.
De eenvoudige preekstoel werd in 1845 gemaakt door Anders Jensen. Het Frobius-orgel stamt uit 1968 en heeft zes registers verdeeld over één manuaal en pedaal. Bij de opgang naar het orgel hangt een pesttafel.

## Afbeeldingen

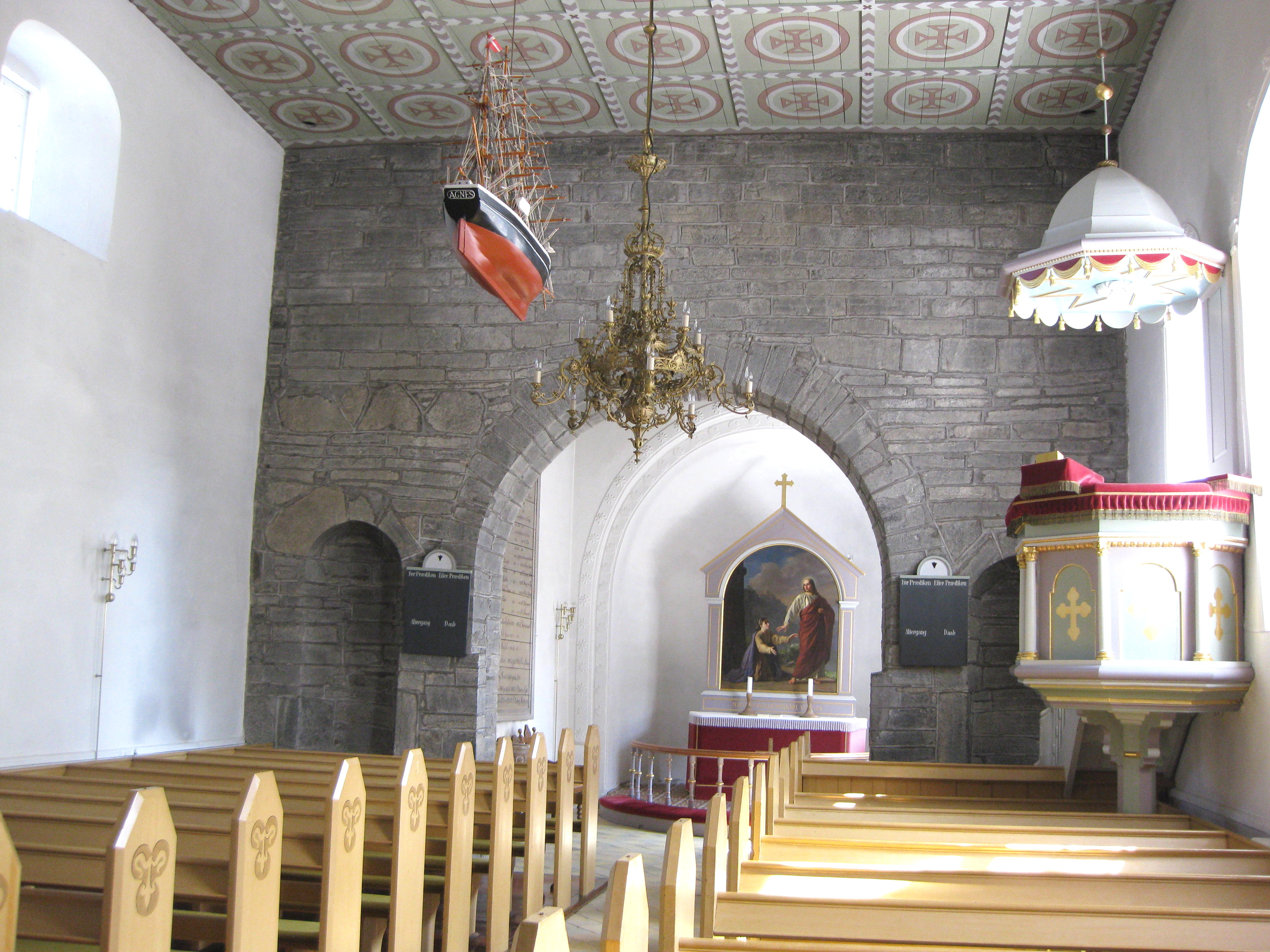
Interieur
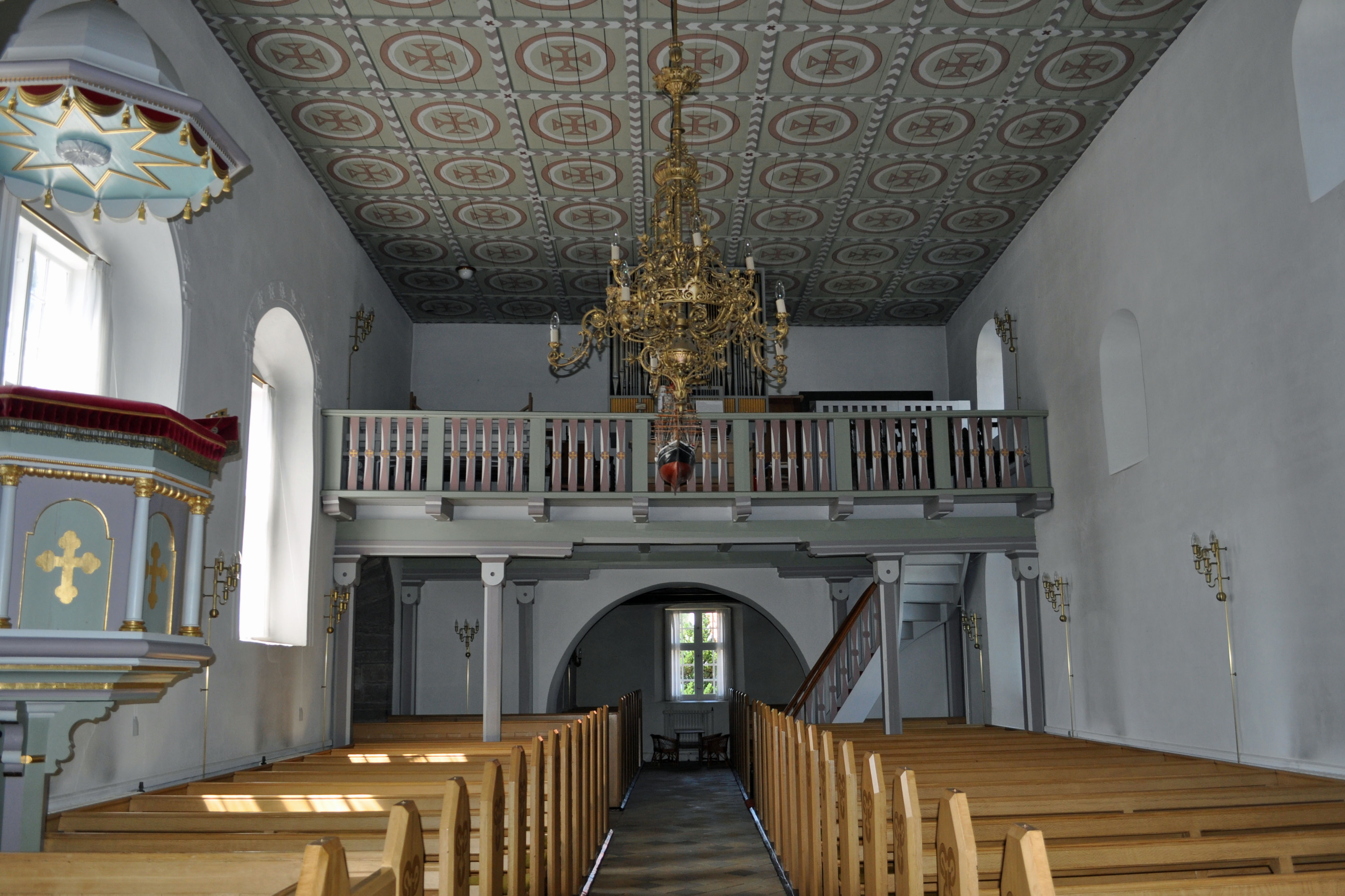
Kerkschip naar het westen toe
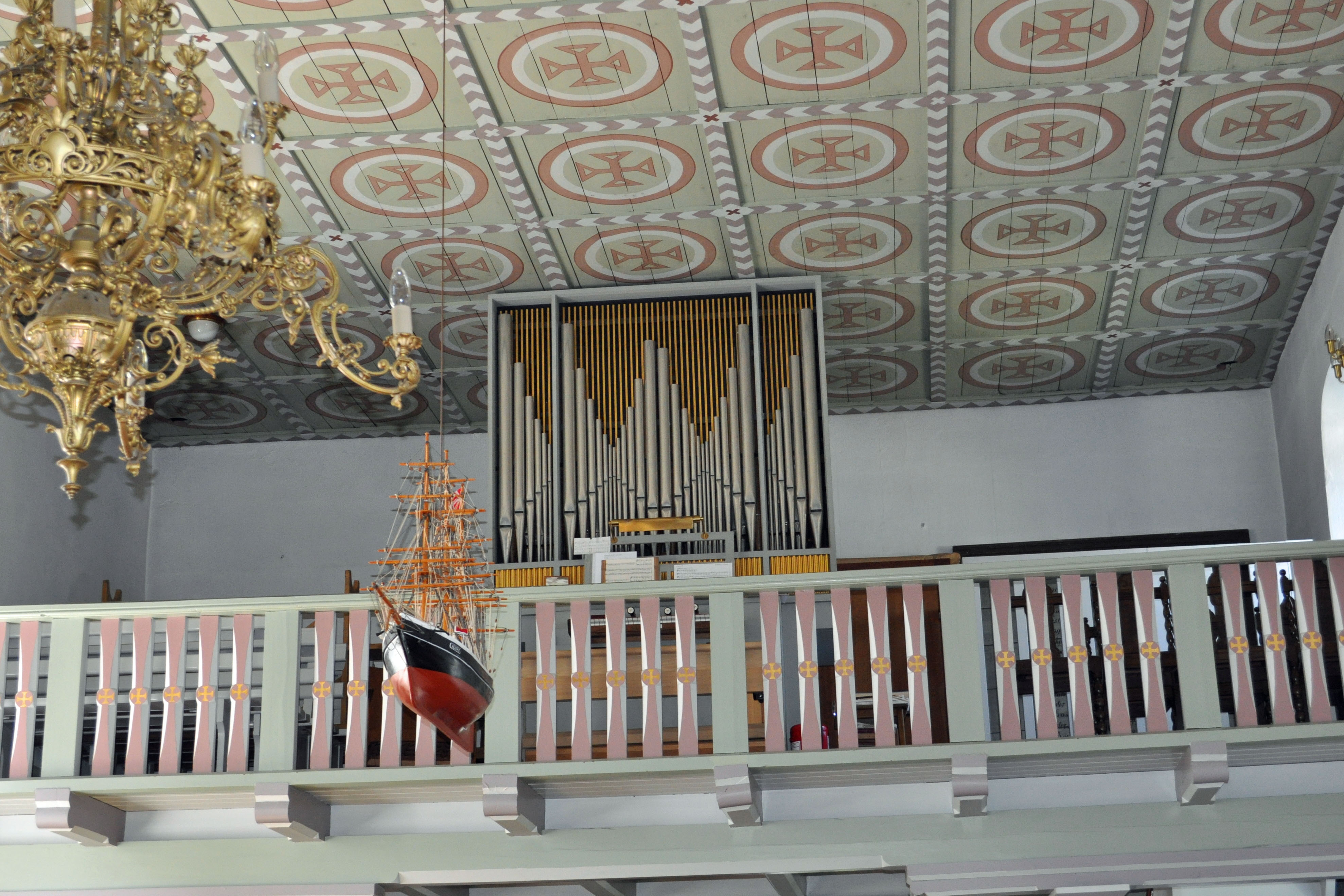
Orgel
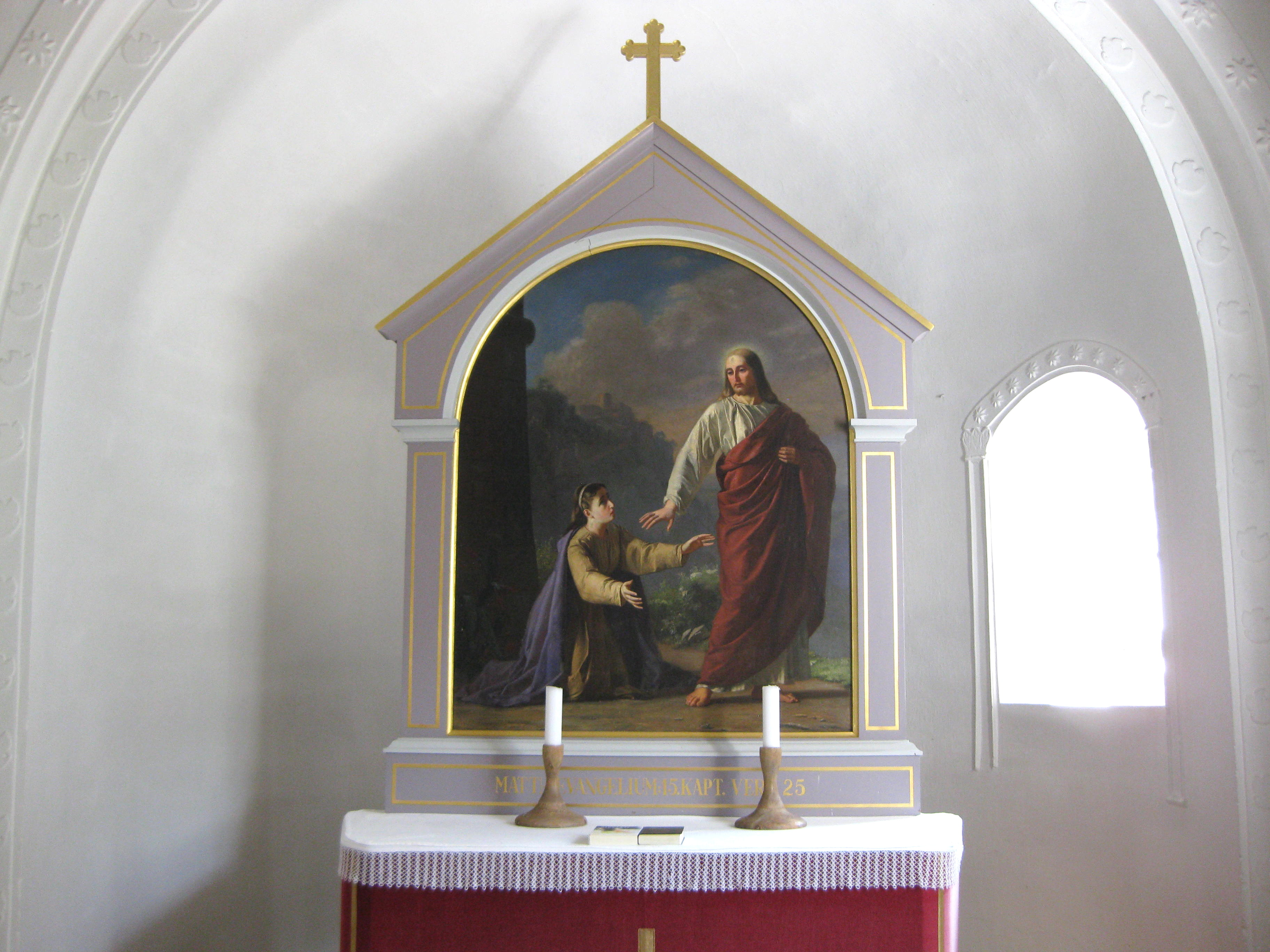
Altaar